# Stèle d'Arniadas

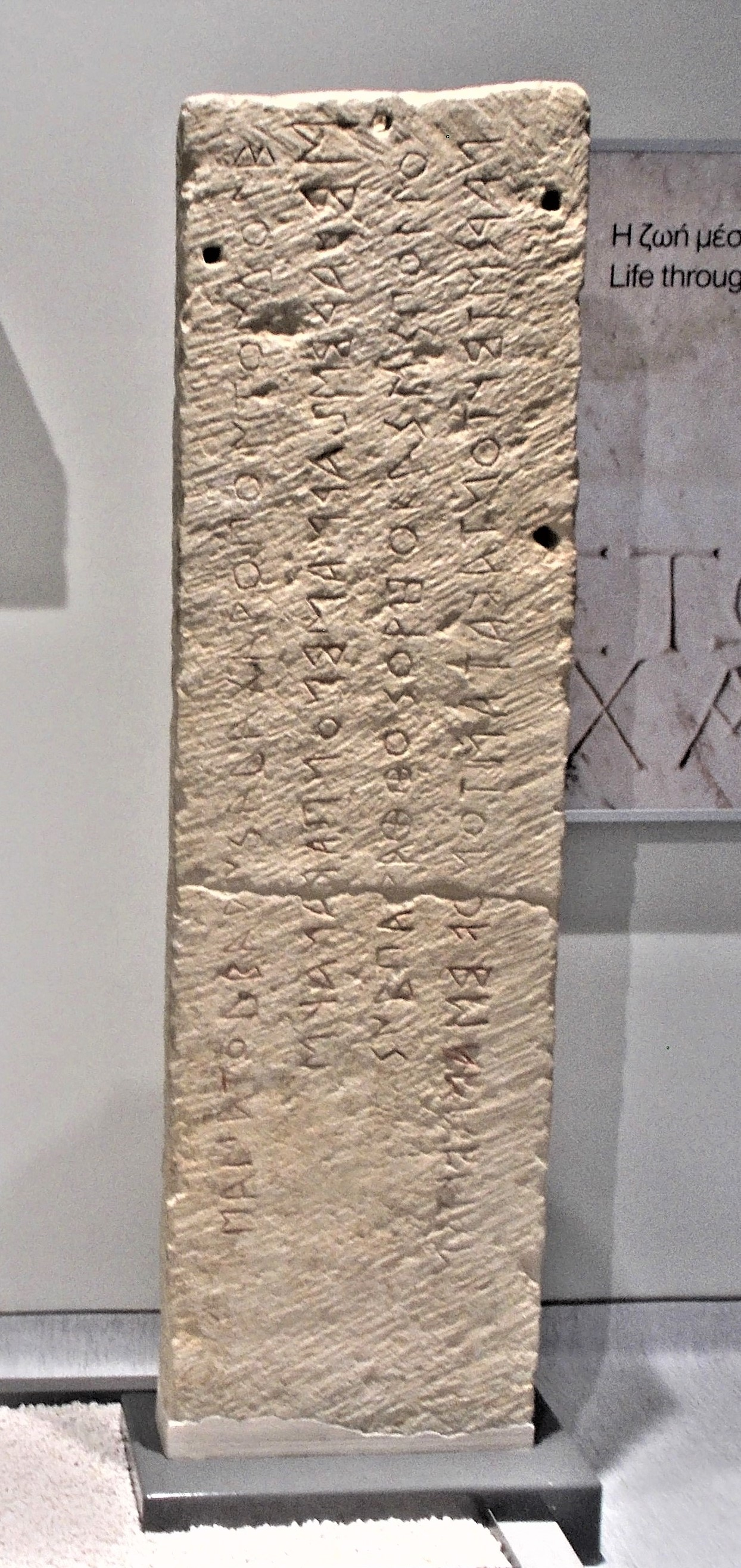
Stèle d'Arniadas, début

La stèle d'Arniadas est une stèle funéraire de l’époque archaïque, du début VIe siècle av. J.-C., trouvée à Corfou, en Grèce, sur la tombe du guerrier Arniadas. 
La stèle servait à marquer sa tombe et à honorer sa mémoire en énumérant sa bravoure et ses hauts faits lors d'une bataille près du fleuve Arachthos, dans la région de l'ancienne Ambracie (en grec ancien : Ἀμϐρακία), l'actuelle Arta.
La stèle porte une épigramme écrite verticalement en vers, suivant un style d'écriture à sens alterné appelé boustrophédon. L'inscription décrit les détails de la mort du guerrier Arniadas dans une bataille qui eut lieu près de navires, sur les rives du fleuve Arachthos et loue la bravoure du guerrier mort. Les vers en hexamètres homériques, la proximité de la bataille avec les navires et le style pompeux de l'écriture sont des indications claires que l'inscription a été influencée par les écrits d'Homère. De telles inscriptions étaient courantes à cette époque et existent dans d'autres inscriptions funéraires de Corfou,,. La stèle d'Arniadas est exposée au Musée archéologique de Corfou,

## Découverte et description

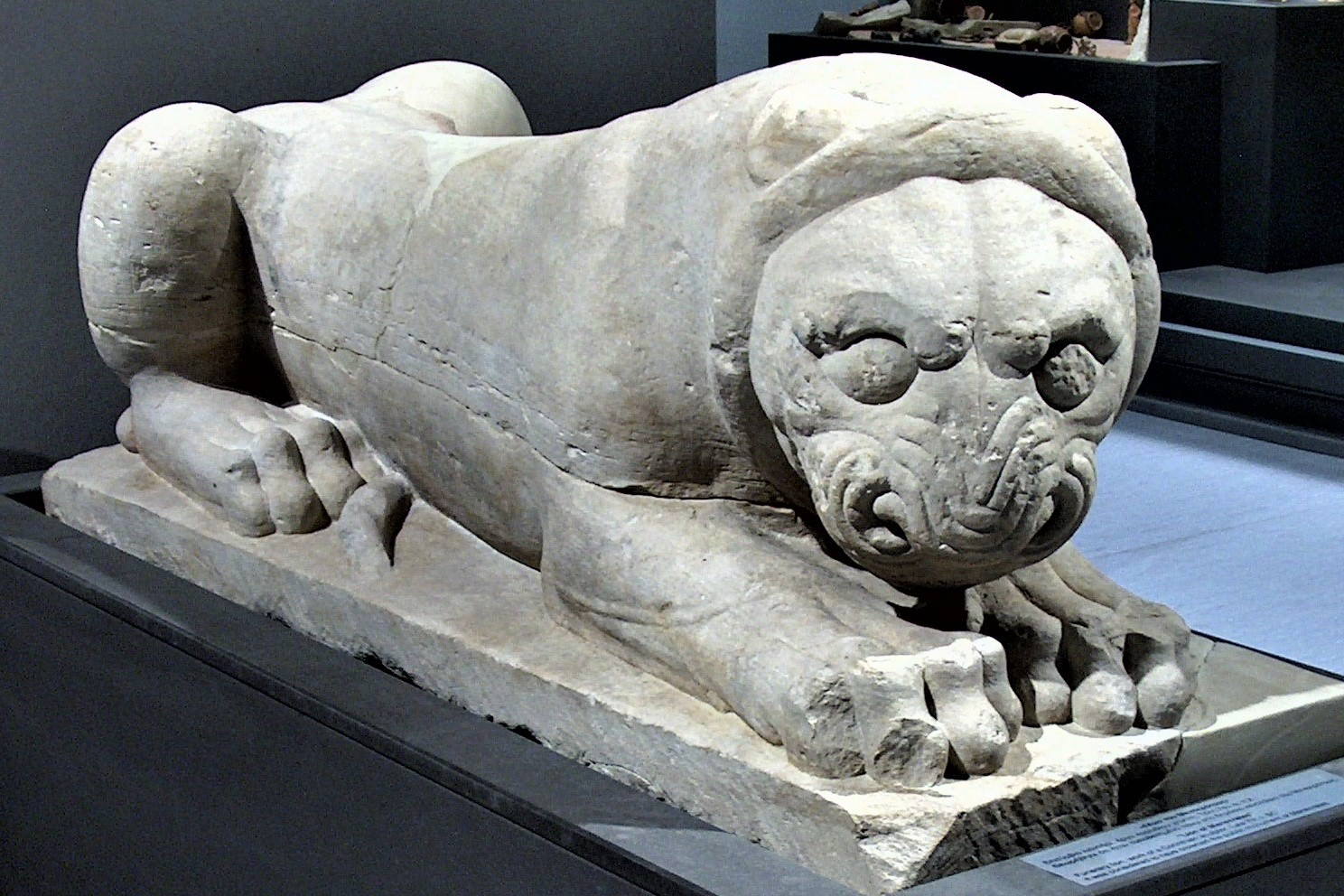
Le lion funéraire de Ménécratès, trouvé près de sa tombe et passant à l'origine pour appartenir à son cénotaphe, est peut-être lié à la tombe d'Arniadas. Musée archéologique de Corfou.

La stèle a été trouvée en 1846 dans la nécropole de la cité antique (site de Palaiopolis), dans la banlieue actuelle de Garitsa, près du tombeau de Ménécratès, lors de la démolition de fortifications de l'époque vénitienne par les Britanniques, qui administraient alors l’île de Corfou,,. La stèle a été datée du début du VIe siècle av. J.-C. Taillée dans le calcaire, elle mesure 0,55 m de large sur 1,90 m de haut. Les quatre trous visibles sur la pierre servaient de points de levage, aidant au processus de mise en place de la stèle lors des funérailles. Selon certaines hypothèses, le Lion de Ménécrate, trouvé près de sa tombe, pourrait en fait appartenir à la tombe d'Arniadas,.

## Inscription
Sur la stèle figure une inscription ancienne, écrite verticalement en boustrophédon, système d'écriture dont le sens de lecture alterne après chaque ligne. L'inscription est composée de trois vers écrits en hexamètres dactyliques dans le style homérique,.
L'inscription se lit comme suit,,, :
Σᾶμα τόδε Ἀρνιάδα· χαροπὸς τόνδ᾿ ὤλεσεν Ἄρες

βαρνάμενον παρὰ ναυσὶν ἐπ᾿ Ἀράθθοιο ρhοϝαῖσι,

πολλὸν ἀριστεύ{τ}οντα κατὰ στονόϝεσ(σ)αν ἀϝυτάν.
L'inscription ancienne peut se traduire ainsi, :
Cette pierre marque la tombe d'Arniadas, frappé par Arès aux yeux de braise

alors qu'il combattait près des navires, aux flux du fleuve Arachthos,

se distinguant dans le tumulte de la bataille porteuse de lamentations.

### Analyse de l'inscription

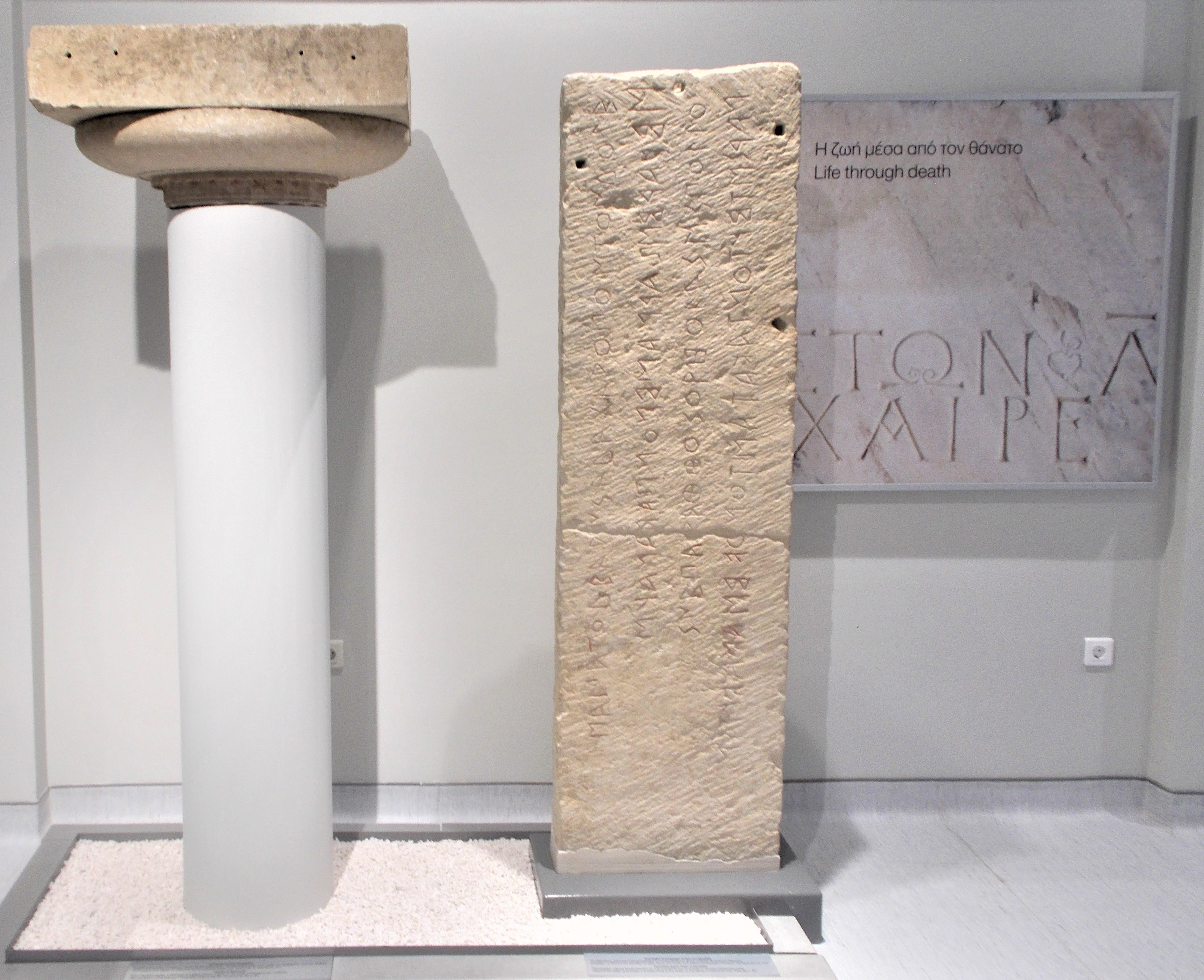
La stèle d'Arniadas. Musée archéologique de Corfou.

Les spécialistes qui ont analysé l'épigramme y ont vu une influence homérique claire. Le style élevé de l'inscription et les attributs épiques des vers indiquent qu'il y avait une compétition entre les auteurs d'épigrammes pour rendre plus distinctifs leurs inscriptions et monuments. Il y a une différence entre la mort d'Arniadas et celle de Ménécrate comme en témoignent les inscriptions gravées sur leurs tombeaux. La mort d'Arniadas semble héroïque, puisqu'il a été tué par Arès lui-même, dieu de la guerre, tandis que Ménécrate a simplement été perdu en mer.
Les épigrammes funéraires de guerriers durant les périodes archaïque et classique suivent la structure d'un passage de l’Iliade dans lequel Hector imagine l'épitaphe d'un ennemi qu'il s'apprête à combattre. Les caractéristiques du discours d'Hector se retrouvent dans la séquence variable de la désignation "Τόδε σῆμα" (grec ionien « ce signe ») ou "Τόδε σᾶμα" (forme dorienne) ou dans l'ordre inverse "Σᾶμα τόδε" etc., suivie de la forme possessive (génitif) du nom du guerrier, et de la description de sa bravoure qualifiée d'excellente (ἀριστεύοντα), et de brèves indications sur les circonstances de sa mort. Un certain nombre d'universitaires ont ainsi cité l'inscription d'Arniadas comme l'exemple même d'imitation d'une formule homérique. Hans-Martin Lumpp est considéré comme le premier érudit à suggérer que l'épigramme d'Arniadas était directement liée aux paroles d'Hector dans l’Iliade. Anthony Raubitschek déclare que les vers de l'épigramme sont « extraordinairement similaires » aux paroles d'Hector. Paul Friedländer et Herbert B. Hoffleit décrivent l'épigramme comme « le chef-d'œuvre du genre ».
Il existe une incertitude sur le terme χαροπός / charopos « qui a des yeux brillants », ce qui rend difficile l'analyse syntaxique exacte de l'épigramme. On ne sait si Arniadas est le fils de Charops, ou le contraire, ou même si Charops est membre d'un groupe appelé Arniadai. Aussi, il faut tenir compte que l'adjectif χαροπός n'est pas utilisé dans la poésie épique comme épithète du dieu de la guerre Arès. Ce dernier fait rend fragile le lien de l'épigramme avec les épopées homériques. L'inscription est décrite comme ayant un « grand style épique » qui « transporte presque [Arniadas] vers l'île des Bienheureux », sans fournir aucun détail sur la vie du guerrier avant qu'il ne meure en combattant.